# Huta (gmina Filipów)
Huta – wieś w Polsce położona w województwie podlaskim, w powiecie suwalskim, w gminie Filipów.
| SIMC    | Nazwa       | Rodzaj    |
| ------- | ----------- | --------- |
| 1013170 | Pod Jezioro | część wsi |
| 1013186 | Pod Lasem   | część wsi |

Wieś królewska starostwa niegrodowego filipowskiego położona była w końcu XVIII wieku w powiecie grodzieńskim województwa trockiego. W latach 1975–1998 miejscowość należała administracyjnie do województwa suwalskiego.